# احمدعلی کیخا
احمدعلی کیخا (زادهٔ ۱۰ خرداد ۱۳۴۶ در زابل) سیاستمدار ایرانی است که در ادوارهای هشتم و دهم به‌عنوان نمایندهٔ شهرهای زابل، زهک، هیرمند، نیمروز و هامون در مجلس شورای اسلامی فعالیت می‌کرد.

## سوابق تحصیلی
- دکتری اقتصاد کشاورزی گرایش اقتصاد آب از دانشگاه نیوانگلند، استرالیا (۱۳۸۴)، مأموریت آموزشی از دانشگاه زابل با موافقت و بورس وزارت علوم، تحقیقات و فناوری.
- فوق لیسانس اقتصاد کشاورزی از دانشگاه شیراز، ایران (۱۳۷۳).
- لیسانس مهندسی اقتصاد کشاورزی از دانشگاه شیراز، ایران (۱۳۶۹).

1. عنوان پایان‌نامه کارشناسی ارشد: بررسی اثرات ریسک روی الگوی کشت و درآمد زارعین در استان فارس
2. عنوان پایان‌نامه دکتری: مدل‌سازی مدیریت منابع آب در ایران

## زندگی‌نامه
احمدعلی کیخا در نیمه اول سال ۱۳۴۶ در شهر زابل زاده شد. او تحصیلات متوسطه خود را در شهرستان زاهدان، به اتمام رسانید. لیسانس خود را در رشته مهندسی اقتصاد کشاورزی از دانشگاه شیراز در سال ۱۳۶۹ اخذ نمود که دانشجوی رتبه اول و ممتاز در مقطع کارشناسی معرفی شد. ایشان رتبه دوم کشوری در کنکور کارشناسی ارشد شد و کارشناسی ارشد خود را در سال در در ۱۳۷۳ در رشته اقتصاد کشاورزی از دانشگاه شیرازدریافت کرد. ایشان فارغ‌التحصیل رشته دکترای اقتصاد کشاورزی گرایش اقتصاد آب از دانشگاه نیوانگلند، استرالیا در سال ۱۳۸۴ می‌باشد که با بورسیه وزارت علوم، تحقیقات و فناوری، مأموریت آموزشی خود از دانشگاه زابل را با عنوان پایان‌نامه «مدل‌سازی مدیریت منابع آب در ایران» با موفقیت تام به نگارش درآورد و برنده جایزه بهترین مقاله دانشجویی در هفتمین سمپوزیوم انجمن اقتصاددانان کشاورزی استرالیا و نیوزیلند، آکلند، نیوزیلند شد. دکتر احمدعلی کیخا در کارنامه درخشان خود چاپ و ارائه بیش از ۴۰ عنوان مقاله علمی-پژوهشی در نشریات و همایش‌های داخلی و خارجی، هدایت بیش از۲۰ عنوان پایان‌نامه در مقاطع دکتری و کارشناسی‌ارشد و تهیه گزارش‌ها اسنادی ایجاد هاب کشاورزی و غذا در ایران- اتاق بین‌المللی و بازرگانی دارد. کتاب کاربرد برنامه‌ریزی ریاضی در کشاورزی به نوشته احمدعلی کیخا، غلامرضا سلطانی و منصور زیبایی در انتشارات سازمان تحقیقاتی آموزش و ترویج کشاورزی به چاپ رسید.

## سوابق قوه مقننه
۱) نماینده مردم شریف استان سیستان و بلوچستان در دورههای هشتم و دهم مجلس شورای اسلامی.
۲) رئیس کمیسیون کشاورزی، آب، منابع طبیعی و محیط زیست مجلس شورای اسلامی.
۳) نائب رئیس اول کمیسیون کشاورزی، آب و منابع طبیعی مجلس شورای اسلامی.
۴) عضو هیئت بررسی و تطبیق مصوبات دولت با قوانین (موضوع اصل ۱۳۸ قانون اساسی).
1. ناظر شورای عالی آب کشور در دورههای هشتم و دهم مجلس شورای اسلامی.
2. نماینده کمیسیون کشاورزی مجلس در تدوین برنامة پنجم توسعه جمهوری اسلامی ایران.

۷) نماینده کمیسیون کشاورزی در کمیسیون تلفیق بودجه.
1. رئیس کمیته تحقیق و تفحص از واردات دام زنده در کشور.
2. عضو کمیته تحقیق و تفحص از سازمان تعاون روستایی کشور.
3. رئیس کارگروه بررسی طرح افزایش بهره‌وری بخش کشاورزی در کمیسیون کشاورزی مجلس.
4. نماینده مجلس شورای اسلامی در کنوانسیون بین‌المللی بیابان‌زدایی وابسته به سازمان ملل متحد؛

۱۲) رئیس کمیته تحقیق و تفحص از سازمان حفاظت محیط زیستکشور.
1. رئیس کارگروه بررسی چالش‌های زیست‌محیطی کشور (آتش‌سوزی‌های جنگل‌های شمال، آلودگی هوای کلان‌شهرهای کشور، گرد و غبار و تالاب‌های بحرانی کشور).
2. رئیس کارگروه تهیه طرح حفاظت و بهره‌برداری از تالاب‌ها، دریاچه‌ها و رودخانه‌های دائمی کشور.
3. نماینده مجلس شورای اسلامی در شورای فرهنگ عمومی استان سیستان و بلوچستان.
4. نماینده مجلس شورای اسلامی در شورای حل اختلاف استان سیستان و بلوچستان.
5. رئیس فراکسیون آب مجلس شورای اسلامی.
6. عضو هیئت رئیسه فراکسیون محیط زیست مجلس شورای اسلامی.
7. عضو هیئت رئیسه فراکسیون مناطق محروم مجلس شورای اسلامی.
8. عضو هیئت رئیسه فراکسیون مناطق مرزی مجلس شورای اسلامی.
9. عضو فراکسیون‌های جمعیت، توسعه و دانشگاهیان مجلس شورای اسلامی.

## سوابق اجرایی
۱) دانشجوی بورسیه و همکار وزارت جهاد سازندگی استان‌های سیستان و بلوچستانو فارس.
۲) عضو هیئت علمی رسمی- قطعی با مرتبه دانشیاری (پایه ۴۲) دانشگاه زابل، دانشکده کشاورزی، گروه اقتصاد کشاورزی و منابع طبیعی.
1. معاون برنامه‌ریزی و امور اقتصادی وزارت جهاد کشاورزی.
2. معاون محیط زیست طبیعی و تنوع زیستی سازمان حفاظت محیط زیست کشور.
3. نائب رئیس و عضو شورای مرکزی سازمان نظام مهندسی کشاورزی و منابع طبیعی کشور.
4. رئیس مرکز پژوهشهای کاربردی غیردولتی در زمینه سیاستگذاری و تجارت کشاورزی و غذا
5. دبیر شورای قیمت‌گذاری و اتخاذ سیاست‌های حمایتی محصولات اساسی کشاورزی.
6. مجری ملی پروژه بین‌المللی حفاظت از تالاب‌های ایران (Conservation of Iranian Wetlands).
7. مجری ملی پروژه بین‌المللی حفاظت از تنوع زیستی در سیمای حفاظتی زاگرس مرکزی (Conservation of Biodiversity in the Central Zagros Landscape Conservation Zone).
8. مجری ملی پروژه بین‌المللی حفاظت از یوزپلنگ آسیایی و زیست‌بوم‌های مرتبط (Conservation of the Asiatic cheetah and it's Habitats and Associated Biota).
9. رئیس هیئت مدیره مرکز منطقه‌ای رامسر، در مرکز و غرب آسیا (Ramsar Regional Center in Central and West Asia).

۱۲) قائم مقام دانشگاه زابل.
1. معاون پژوهشی دانشگاه زابل.
2. معاون طرح و برنامه دانشگاه زابل.
3. مشاور و مدیرکل دفتر استاندار سیستان و بلوچستان.
4. معاون هماهنگی و امور اجرائی سازمان عمران سیستان.
5. مشاور تحقیقاتی و پژوهشی سازمان عمران سیستان.
6. رئیس کمیته تحول اداری دانشگاه زابل.
7. مدیر گروه اقتصاد کشاورزی، دانشکده کشاورزی زابل، دانشگاه سیستان و بلوچستان.

۲۰) رئیس پژوهشکده کشاورزی زابل (مجتمع ۵۰۰ هکتاری چاه‌نیمه با انواع فعالیت‌های زراعی، دامی، شیلاتی و زیست‌محیطی).

## عضویت در کمیته‌ها و شوراهای اجرایی، علمی و پ‍ژوهشی
1. عضو کمیسیون امور زیربنایی، صنعت و محیط زیست هیئت دولت
2. عضو شورای گفتگوی دولت و بخش خصوصی.
3. نماینده تام‌الاختیار وزارت جهاد کشاورزی در کمیسیون اقتصاد هیئت دولت.
4. رئیس کمیته انسان و کره مسکون دفتر یونسکودر ایران.
5. عضو کمیته ملی آب‌شناسی دفتر یونسکو در ایران.
6. عضو کمیته ملی طبیعت‌گردی
7. عضو شورای عالی معادن کشور
8. نماینده تام‌الاختیار وزارت جهاد کشاورزی در شورای عالی بیمه کشور.
9. نماینده تام‌الاختیار وزارت جهاد کشاورزی در کمیسیون تخصصی شورای اقتصاد.
10. نماینده تام‌الاختیار وزارت جهاد کشاورزی در شورای سنجش اعتبار کشور.
11. رئیس کمیته راهبری امنیت اطلاعات وزارت جهاد کشاورزی.
12. رئیس ستاد مدیریت بحران خشکسالی در وزارت جهاد کشاورزی.
13. عضو کارگروه ملی خشکسالی، سرمازدگی و مخاطرات بخش کشاورزی.
14. نماینده سازمان حفاظت محیط زیست در کمیته تخصصی شورای عالی آب کشور.
15. نماینده تام‌الاختیار سازمان حفاظت محیط زیست در کمیسیون دائمی رودخانه‌های مرزی و منابع آب مشترک هیئت دولت.
16. عضو شورای برنامه‌ریزی آب برنامه ششم توسعه کشور
17. عضو کمیته سیلاب و تغذیه سفره‌های آب زیرزمینی

۱۸) دبیر کارگروه ملی مدیریت یکپارچه زیست‌بوم‌های حساس و شکننده موضوع آئین‌نامه اجرایی جزء ۱ بند الف ماده ۱۸۷ و بند الف ماده ۱۹۱ قانون برنامه پنجم توسعه جمهوری اسلامی ایران
۱۹) عضو کمیته راهبردی ستاد احیاء دریاچه ارومیه
۲۰) عضو شورای هماهنگی مدیریت بهم پیوسته حوضه آبریز رودخانه زاینده رود
۲۱) عضو کمیسیون تبصره (۷) ماده (۱) قانون حفظ کاربری اراضی و باغها مصوب ۱/۸/۱۳۸۵ مجلس شورای اسلامی
1. نماینده تام‌الاختیار سازمان حفاظت محیط زیست در کارگروه ملی بیابان‌زدایی.
2. عضو کمیته مشترک مرکز بزرگ ذخیرگاه طبیعت
3. رئیس کارگروه تخصصی ایمنی زیستی سازمان حفاظت محیط زیست کشور
4. عضو کمیته تخصصی ساختار و فناوری‌های مدیریتی سازمان حفاظت محیط زیست کشور
5. عضو هیئت امنای دانشگاه علوم پزشکی زابل.
6. عضو هیئت امنای دانشگاه زابل.

۲۸) عضو هیئت امنای دانشگاه دریانوردی و علوم دریایی چابهار.
۲۹) عضو شورای برنامه‌ریزی پژوهشکده کشاورزی زابل، دانشگاه سیستان و بلوچستان.
1. نماینده رئیس دانشگاه سیستان و بلوچستان در امور ارزیابی و نظارت واحدهای آموزش عالی مستقر در زابل.
2. نماینده تام‌الاختیار دانشگاه زابل در طرح ایجاد دانشگاه هوشمند زابل مصوب سازمان مدیریت و برنامه‌ریزی کشور.
3. عضو کمیسیون اقتصاد، توسعه و ترویج گروه مطالعاتی کشاورزی و منابع طبیعی سازمان بسیج استادان کشور.
4. عضو شورای پژوهشی دانشگاه‌های سیستان و بلوچستان و زابل.
5. عضو کمیسیون تخصصی قوانین و مقررات شورای مرکزی سازمان نظام مهندسی کشاورزی و منابع طبیعی کشور.

۳۵) عضو شورای فرهنگ عمومی استان سیستان و بلوچستان.

## سوابق پژوهشی و آموزشی
- چاپ و ارائه بیش از ۴۰ عنوان مقاله علمی-پژوهشی[۱۲] در نشریات و همایش‌های داخلی و بین‌المللی
- هدایت بیش از ۲۰ عنوان پایان‌نامه در مقاطع دکتری و کارشناسی‌ارشد
- تهیه گزارش‌ها اسنادی ایجاد هاب کشاورزی[۱۳] و غذا در ایران- اتاق بین‌المللی

## زمینه‌های آموزشی و تحقیقاتی
1. سیاست و توسعه کشاورزی با تأکید بر توسعه کشاورزی هوشمند-اقلیم
2. اقتصاد آب، منابع طبیعی و محیط زیست
3. توسعه روستاهای هوشمند و دهکده‌های فناوری و نوآوری
4. مدیریت کشاورزی
5. تهیه و ارزیابی طرح‌های کشاورزی

۶) مدل‌سازی اقتصادی-زیستی (Bioeconomics)

## تألیف
- سلطانی، غلامرضا، زیبائی، منصور و احمدعلی کیخا (۱۳۷۸)، کاربرد برنامه‌ریزی ریاضی در کشاورزی، سازمان تحقیقات، آموزش و ترویج کشاورزی، وزارت کشاورزی، ایران

## جوایز و رتبه‌ها
۱) دانشجوی رتبه اول و ممتاز در مقطع کارشناسی اقتصاد کشاورزی، دانشگاه شیراز، ایران (۱۳۶۹).
۲) رتبه دوم کشوری در کنکور کارشناسی ارشد اقتصاد کشاورزی (۱۳۶۹).
۳) برنده جایزه بهترین مقاله دانشجویی در هفتمین سمپوزیوم انجمن اقتصاددانان کشاورزی استرالیا و نیوزیلند، آکلند، نیوزیلند (۱۳۸۳).